# Symmachus (papež)
Svatý Symmachus (narozen na Sardinii, zemřel 19. července 514) byl římským biskupem (papežem) od 22. listopadu 498 do 19. července 514. Jeho církevní svátek připadá na 19. července.
Zformuloval tezi prima sedes a nemine iudicatur, podle které není možné papeže soudit a zasadil se o zpívané gloria při nedělních mších, a také o svátcích mučedníků. Papež Symmachus se také snažil finančně pomáhat chudým a poskytl útočiště mnoha severoafrickým biskupům, kteří byli Vandaly vyhnáni na Sardinii.

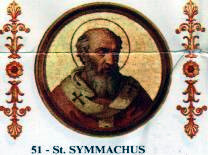
Portrét papeže sv. Symmacha v bazilice sv. Pavla za hradbami